# Ириомоте
Ириомо́те (яп. 西表島 ириомотэ-дзима) — самый крупный японский остров группы островов Яэяма в Восточно-Китайском море. Является частью префектуры Окинава.

## География
Площадь острова составляет 290 км² (289,61 или 289,27), длина береговой линии — 130 км. Остров находится в 20 км к западу от соседнего Исигаки. Второй по площади остров префектуры после Окинавы.
Высочайшая гора острова — Коми-Таке — имеет высоту 469,5 м; за ней следуют Тедо-даке (441,2 м) и Годза-даке (420,4 м). Около 70 % территории острова расположены на высоте более 400 м над уровнем моря. Рельеф гористый и сложный, равнины имеются лишь вдоль эстуариев и на побережье.
По острову протекают реки Ураути (длиной 18,8 км), Накама (длиной 7,45 км), Накара и другие, речная сеть развита.
Климат субтропический морской.
Преобладающая часть острова находится под охраной государства и является частью национального парка Ириомоте-Исигаки площадью 205,69 км², который включает также острова Куросима, Кохама и Такэтоми. Между двумя последними находится самый большой коралловый риф Японии: Его распространение составляет 20 км в направлении с севера на юг, 15 км с востока на запад.

## Флора и фауна
Более 90 % территории покрыто субтропическим девственным лесом, в эстуариях рек находятся мангровые болота.
В 1965 году была открыта ириомотейская кошка — подвид кошачьих, находящийся под охраной и обитающий исключительно на этом острове.
Яд гремучей змеи хабу, или жёлто-зелёной куфии (Trimeresurus riukiuanus), обитающей на архипелаге Яэяма, не настолько смертелен, как на основном острове Окинава.

## Население
На 2009 год на острове проживает 2203 человека. Административно относится к посёлку Такетоми, расположенном на одноимённом острове. Более 90 % земли на острове принадлежит государству.

## Туризм
На Ириомоте находится самый южный онсэн Японии.
Ближайший аэродром расположен на острове Исигаки.